# Stasixena subagrestis
Stasixena subagrestis är en fjärilsart som beskrevs av Edward Meyrick 1930. Stasixena subagrestis ingår i släktet Stasixena och familjen praktmalar, Oecophoridae. Inga underarter finns listade i Catalogue of Life.